# MSエンタテインメント
株式会社MSエンタテインメント（MS Entertainment Inc.） は、日本の芸能プロダクション。本社は東京都新宿区。

## 沿革
1969年12月4日、有限会社ミュージカルステーション設立。
森山良子、五輪真弓、杉田二郎、丸山圭子、北川とみ、川島康子、本田路津子など数多くのアーティストマネジメント（業務提携を含む）および音楽原盤制作、加山雄三、松任谷由実、オフコース、チューリップ、甲斐バンド、桃井かおりなどのコンサート制作を行う。
1980年代には、有限会社ミュージカルステーションより、音響PA部門が株式会社オープンロードとして、舞台制作部門が株式会社オープリーランドとしてそれぞれ分社独立する。
1986年6月　有限会社ミュージカルステーションより、アーティストマネジメント部門が分社独立し、株式会社MSアーティストプロダクツを設立。
小林明子、永井真理子、DREAMS COME TRUE、辛島美登里、To Be Continued、馬渡松子、Coccoなど数多くのアーティストマネジメント、プロデュースを行う。
1989年　音楽出版社　有限会社ステイゴールドミュージックパブリッシングインク設立。
2005年　有限会社ミュージカルステーションと株式会社MSアーティストプロダクツが合併統合し、社名を現在の『株式会社MSエンタテインメント』に。
　　その後、分社化の方針により、
　　　2007年6月、株式会社MSエンタテインメント・プランニング
　　　2007年10月、株式会社MSエンタテインメント・プラス
　　　2007年11月、株式会社WINWIN
　　　2008年、株式会社MSファクトリー
がそれぞれMSエンタテインメントから再分社する。
2012年4月、株式会社MSエンタテインメントが有限会社ステイゴールドミュージックパブリッシングインクを吸収合併。
2020年10月、
　　 株式会社MSエンタテインメントプロダクツ
　　 株式会社Super Squall Entertainment
が分社する。
現在に至る。

## 主要アーティスト一覧

### アーティスト
- 島健
- 村上ゆき
- 下村陽子
- ドリーミング

## 過去に所属していたアーティスト
- 麻田浩
- ame full orchestra
- 新居昭乃
- The ARROWS
- ANTENA
- 五輪真弓
- 石川智晶
- UEBO
- WeiWei Wuu
- 榎本くるみ
- ERINA
- 大竹佑季
- 小野リサ
- オルケスタ・デ・ラ・ルス
- orange pekoe
- 音楽猫
- 神山みさ
- 辛島美登里
- 川連廣明
- 川島康子
- きくち寛
- 北川トミ
- 桐ヶ谷俊博
- 黒川鮎美
- 小林明子
- Cocco
- 河野良祐
- 小南泰葉
- 古明地洋哉
- GOING UNDER GROUND
- 酒井杏
- 笹川美和
- 佐野マリア
- サラ・オレイン
- 柴田淳
- 篠原美也子
- 白鳥マイカ
- 真銅倫子
- 菅原優
- 杉田二郎
- せんだみつお
- 高橋拓也
- 谷口雅洋
- 田辺守
- 田中秀典
- To Be Continued
- 富沢聖子
- 冨田ラボ・冨田恵一
- DREAMS COME TRUE
- 中沢厚子
- 中村憲刀
- 永井真理子
- 畠山美由紀
- bird
- 広澤草
- vivid undress
- 福場俊策
- 堀込泰行
- 本田路津子
- BOMI
- 丸山圭子
- 馬渡松子
- 水野神菜
- MOOMIN
- 山瀬理桜
- 山本麻貴
- 山本真理奈
- young song